# Miccolamia thailandensis
Miccolamia thailandensis là một loài bọ cánh cứng trong họ Cerambycidae.